# Los sueños de Einstein
Los sueños de Einstein (en el original, Einstein's Dreams) es un libro del escritor y físico estadounidense Alan Lightman publicado en 1993. 
El libro se basa menos en la figura de Albert Einstein que en las posibilidades de cada lector de imaginar el tiempo y la existencia. El personaje de Einstein aparece en pocos momentos en el libro, siempre en momentos de su vida en que no era científico. 
El libro consta de treinta pequeños bocetos datados, describiendo la experiencia del tiempo, cada uno de los cuales es un sueño ficticio del joven Albert Einstein. En el libro hay comentarios sobre el concepto de tiempo absoluto de Sir Isaac Newton, la teoría de la relatividad, la segunda ley de la termodinámica y el concepto de la eternidad cristiana.